# Place Sainte-Barbe (Liège)
Ne doit pas être confondu avec Place Sainte-Barbe.
La place Sainte-Barbe (en wallon : plèce Sinte-Båbe)  est une place ancienne de Liège (Belgique) située dans le quartier d'Outremeuse.

## Odonymie
La place rend hommage à sainte Barbe, martyre du IIIe siècle qui était la protectrice de l'ancien hospice Sainte-Barbe des filles insoumises fondé en 1698 par Jean-Ernest Surlet de Chockier et devenu le Balloir.

## Situation et description
Cette petite place pavée se situe à l'arrière du quai Sainte-Barbe et de la rive gauche de la Meuse que l'on peut rejoindre par une petite voie. C'est un espace rectangulaire arboré possédant quelques bancs en pierre et une petite fontaine octogonale. Cette place se situe entre la rue des Tanneurs et la rue Gravioule qui menait à un ancien bief de la Meuse comblé depuis la fin du XIXe siècle.

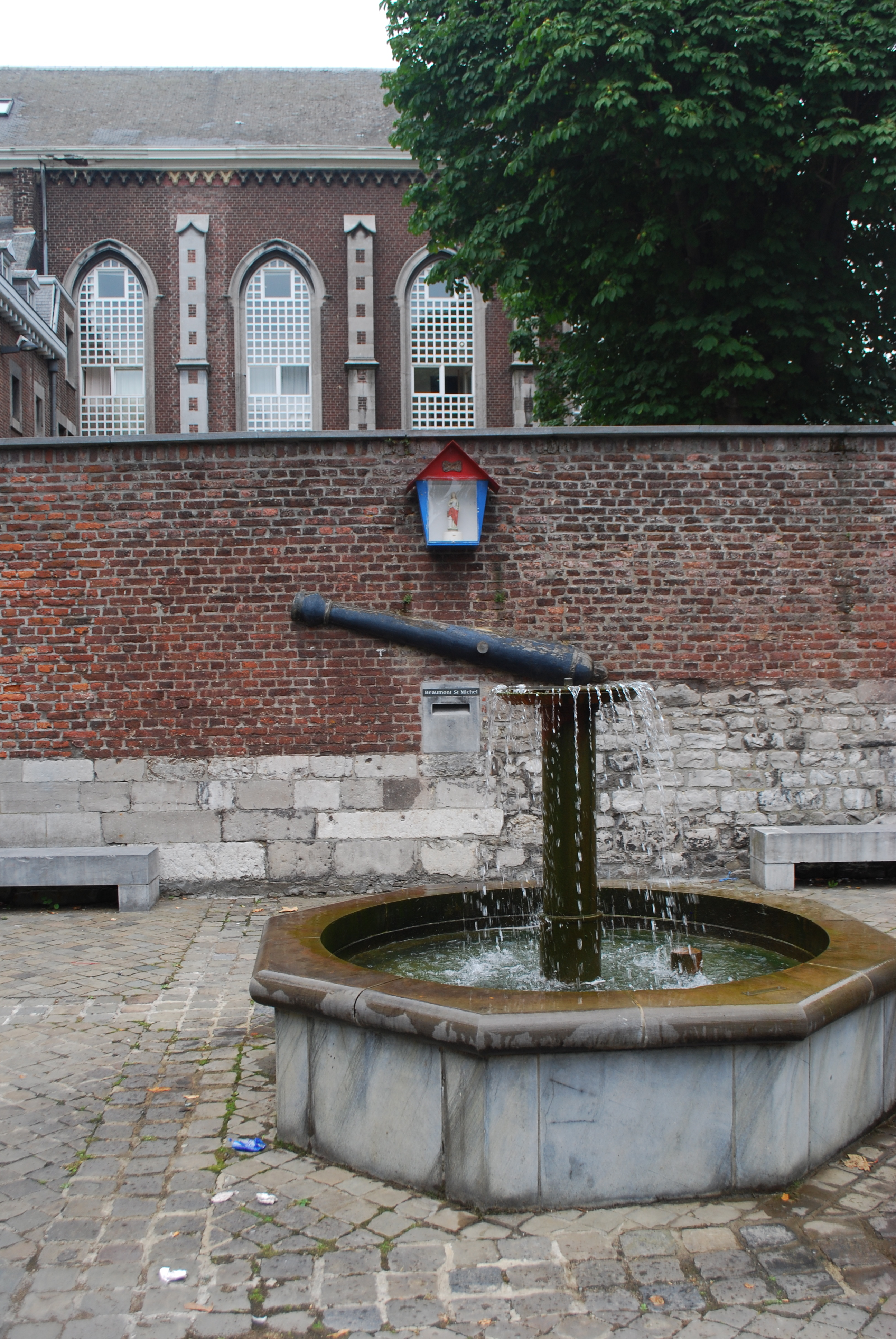

## Patrimoine
La place possède quelques immeubles repris à l'inventaire du patrimoine culturel immobilier de la Wallonie (nos 2, 3, 4 et 17).
L'ancien hospice Sainte-Barbe dit du Baloir situé au no 11 est repris sur la liste du patrimoine immobilier classé de Liège depuis 1989. Il a été institué en 1698 par Jean-Ernest Surlet de Chokier et a servi de refuge aux filles insoumises puis aux insensées et aux orphelines pour occuper aujourd'hui un espace intergénérationnel. On remarque un canon placé contre un mur de l'hospice sous une petite potale.

## Voiries adjacentes
- Quai Sainte-Barbe
- Rue des Tanneurs
- Rue Gravioule